# André Kolingba
André-Dieudonné Kolingba (12. august 1935 – 7. februar 2010) var en centralafrikansk officer og politiker. 
Han greb magten i Det Centralafrikanske Kejserdømme (senere republik) ved et militærkup i 1981, senere landets statschef og forsvarsminister. Efter demokratiseringen stillede han op som præsidentkandidat i 1993, men blev slået ud i første valgomgang.
Han stod i 2001 bag et mislykket statskup mod præsident Ange-Félix Patassé.
1. ↑  Navnet er anført på engelsk og stammer fra Wikidata hvor navnet endnu ikke findes på dansk.